# Brangues
Cet article possède un paronyme, voir Brengues.
Pour les articles homonymes, voir Château de Brangues.
Brangues est une commune française située dans le département de l'Isère, en région Auvergne-Rhône-Alpes.
Village membre de l'ancienne communauté de communes du Pays des Couleurs, la commune a rejoint le 1er janvier 2017 la communauté de communes Les Balcons du Dauphiné, dont le territoire occupe la pointe septentrionale du département de l'Isère. Ses habitants sont dénommés les Branguois.
Le château de la commune est connu pour avoir été la propriété du dramaturge, poète et diplomate français Paul Claudel, de 1927 jusqu'à sa mort en 1955.

## Géographie

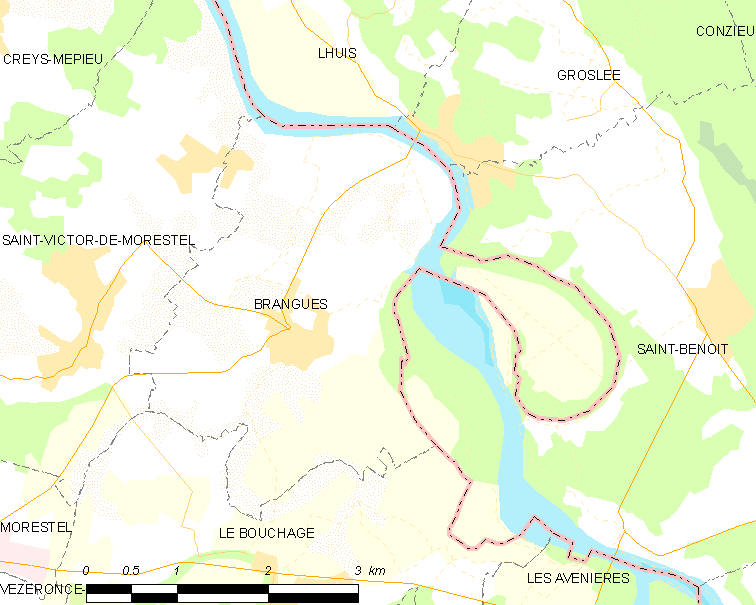
Plan de la commune et des communes limitrophes.

### Situation et description
Situé dans la région naturelle du Bas-Dauphiné, également dénommé Nord-Isère, le petit village de Brangues, à l'aspect essentiellement rural avec son vieux bourg et son château, se positionne dans une plaine alluviale bordée au nord et à l'est par le fleuve Rhône, à l'ouest de la ville médiévale de Morestel, non loin des collines du Bugey.
Le village est distant (par la route) de 67 km du centre de Lyon, préfecture de la région Auvergne-Rhône-Alpes et de 88 km de Grenoble, préfecture du département de l'Isère, d'une centaine de km de Genève ainsi que de 363 km de Marseille et de 505 km de Paris.

### Géologie
Le bourg central s'est développé sur une éminence géographique dénommé mole, un socle rocheux dominant les marais. Cet emplacement permet aux habitations d'être protégées en cas de crue du Rhône.

### Communes limitrophes
Le territoire communal est limitrophe de quatre communes, dont deux situées dans le département de l'Ain (depuis la fusion de Groslée et de Saint-Benoit) et les deux autres situées dans le département de l'Isère.

### Climat
Pour des articles plus généraux, voir Climat d'Auvergne-Rhône-Alpes et Climat de l'Isère.
En 2010, le climat de la commune est de type climat océanique altéré, selon une étude du Centre national de la recherche scientifique s'appuyant sur une série de données couvrant la période 1971-2000. En 2020, Météo-France publie une typologie des climats de la France métropolitaine dans laquelle la commune est exposée à un climat de montagne ou de marges de montagne et est dans la région climatique  Alpes du nord, caractérisée par une pluviométrie annuelle de 1 200 à 1 500 mm, irrégulièrement répartie en été. 
Pour la période 1971-2000, la température annuelle moyenne est de 11,3 °C, avec une amplitude thermique annuelle de 18 °C. Le cumul annuel moyen de précipitations est de 1 079 mm, avec 9,8 jours de précipitations en janvier et 7 jours en juillet. Pour la période 1991-2020, la température moyenne annuelle observée sur la station météorologique de Météo-France la plus proche, « Montagnieu », sur la commune de Montagnieu à 12 km à vol d'oiseau, est de 12,4 °C et le cumul annuel moyen de précipitations est de 1 099,9 mm,. Pour l'avenir, les paramètres climatiques de la commune estimés pour 2050 selon différents scénarios d'émission de gaz à effet de serre sont consultables sur un site dédié publié par Météo-France en novembre 2022.

### Hydrographie

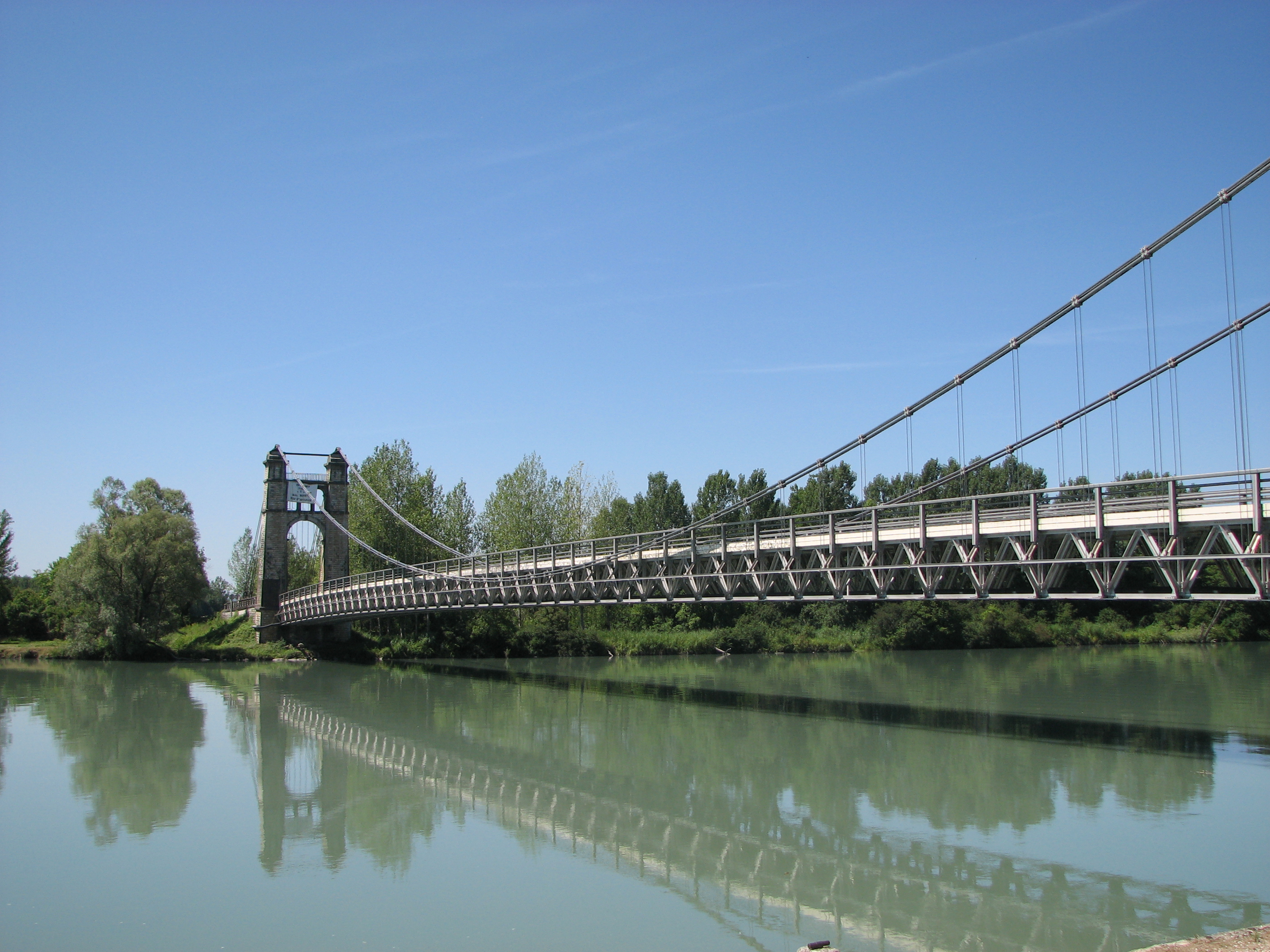
Le Pont de Groslée sur le Rhône en 2011.

Le territoire communal est bordé par le Rhône, un des principaux fleuves français et européen long de 812 kilomètres. Le territoire est également sillonné par d'autres cours d'eau dont :
- la Save, d'une longueur de 12,5 km et qui rejoint le Rhône à Brangues[8] ;
- le ruisseau de Reynieu, affluent du Rhône.

Une particularité hydrographique distingue le territoire communal : l'ancien méandre du Saugey est une enclave iséroise dans le département de l'Ain.
Jusqu'à la fin du XVIIe siècle, le cours du fleuve formait un méandre qui contournait le hameau du Saugey. Le cours du fleuve s'est ensuite modifié et adopta un tracé plus direct qui désolidarisa le Saugey du reste du territoire communal.

### Voies de communication

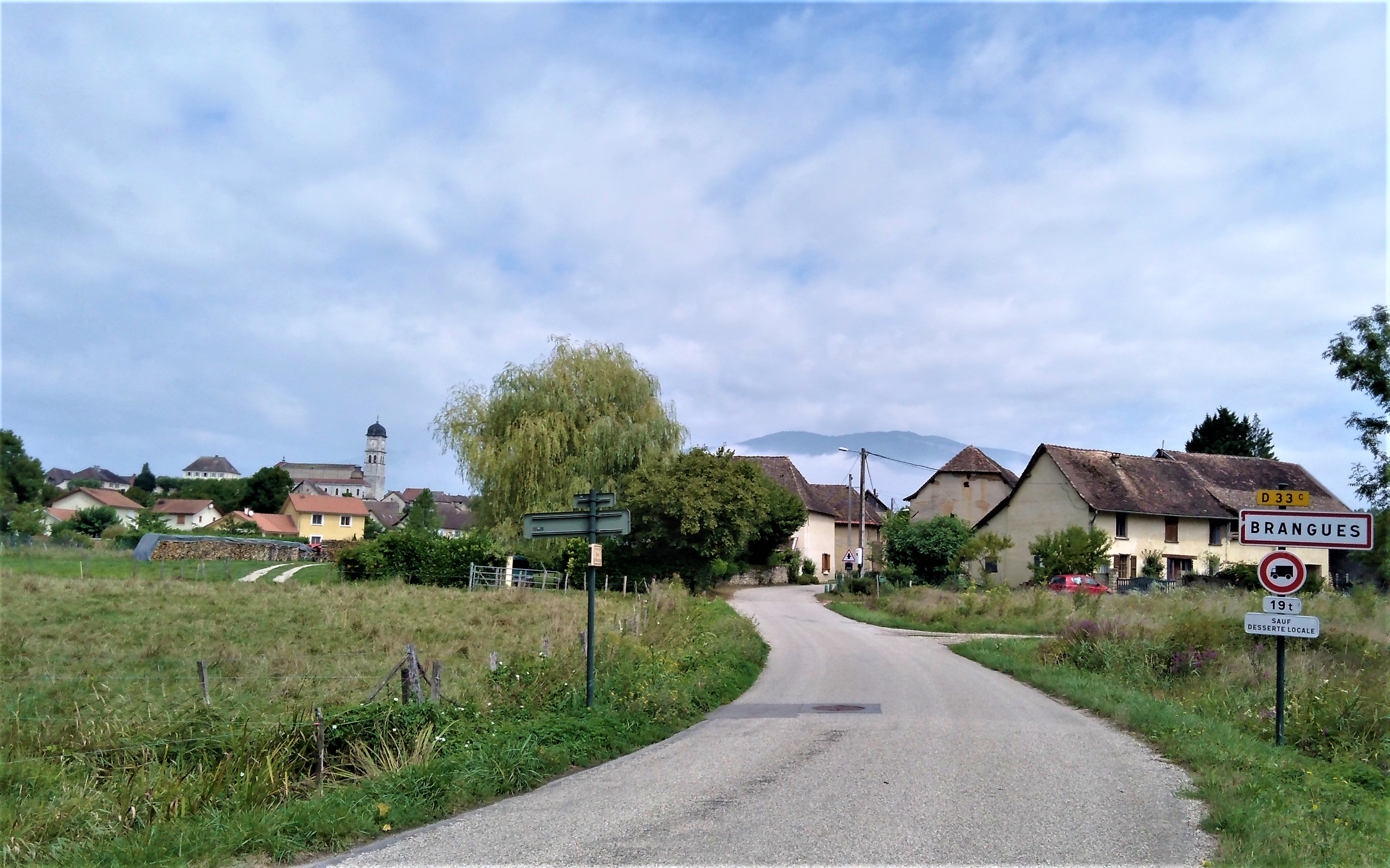
Entrée de Brangues depuis la route du Bouchage.

Le territoire de la commune de Brangues est situé à l'écart des voies de grande circulation. L'autoroute la plus proche est l'A43 qui relie L'agglomération lyonnaise à celles de Chambéry et d'Annecy.
Le territoire est cependant traversé par des routes départementales d'importance secondaire dont :
- la RD60 qui franchit le Rhône et permet de relier le bourg à la commune de Groslée-Saint-Benoit ;
- la RD60a qui permet de relier le bourg à la commune voisine de Saint-Victor-de-Morestel ;
- la RD33C qui permet de relier le bourg à la commune voisine du Bouchage.

## Urbanisme

### Typologie
Au 1er janvier 2024, Brangues est catégorisée commune rurale à habitat dispersé, selon la nouvelle grille communale de densité à sept niveaux définie par l'Insee en 2022.
Elle est située hors unité urbaine et hors attraction des villes,.

### Occupation des sols
L'occupation des sols de la commune, telle qu'elle ressort de la base de données européenne d’occupation biophysique des sols Corine Land Cover (CLC), est marquée par l'importance des territoires agricoles (82,8 % en 2018), une proportion sensiblement équivalente à celle de 1990 (82,6 %). La répartition détaillée en 2018 est la suivante : 
zones agricoles hétérogènes (49,4 %), terres arables (25,1 %), prairies (8,4 %), forêts (5,4 %), zones urbanisées (4,3 %), eaux continentales (4,3 %), milieux à végétation arbustive et/ou herbacée (3,1 %). L'évolution de l’occupation des sols de la commune et de ses infrastructures peut être observée sur les différentes représentations cartographiques du territoire : la carte de Cassini (XVIIIe siècle), la carte d'état-major (1820-1866) et les cartes ou photos aériennes de l'IGN pour la période actuelle (1950 à aujourd'hui).

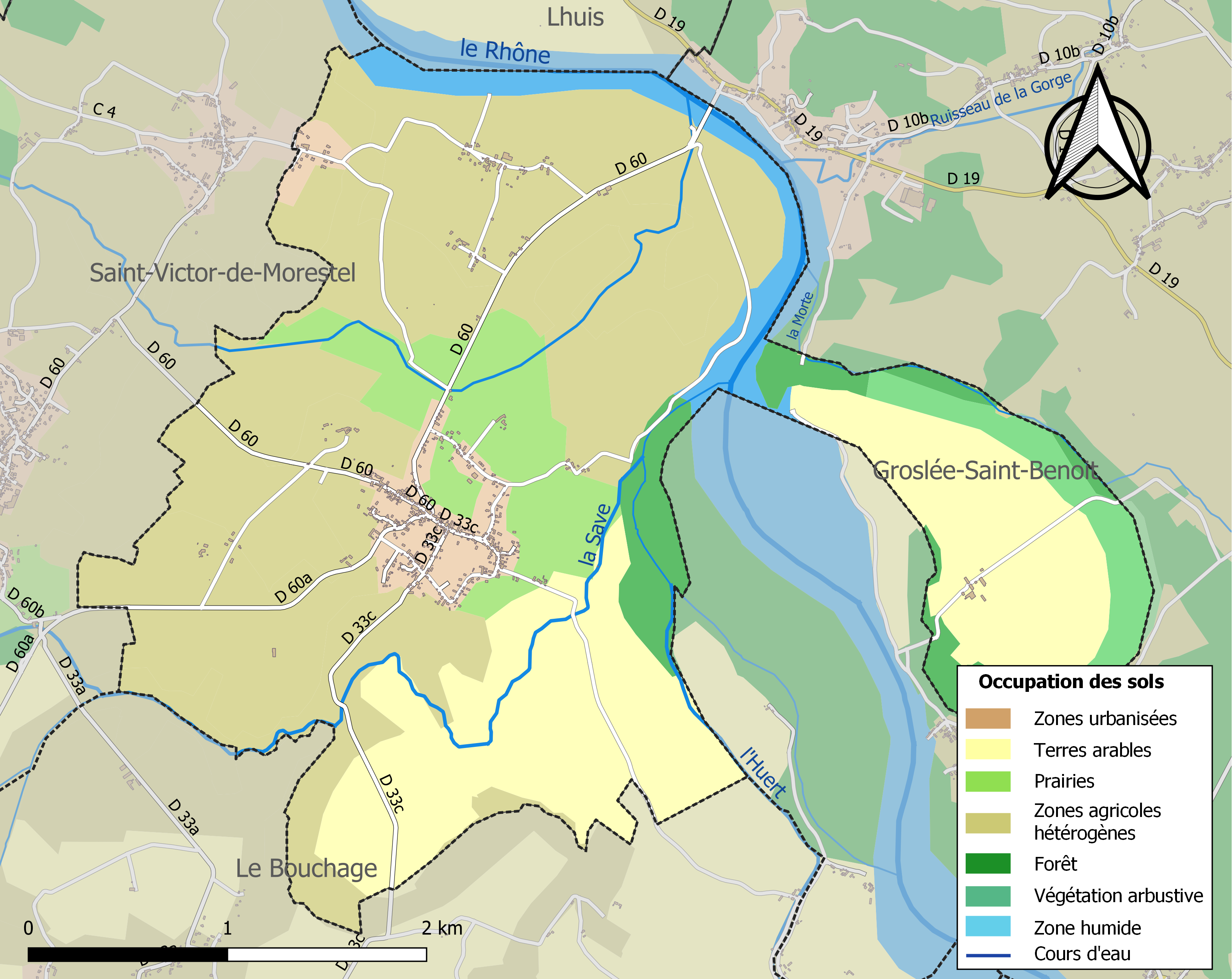
Carte des infrastructures et de l'occupation des sols de la commune en 2018 (CLC).

### Hameaux, lieux-dits et écarts
Voici, ci-dessous, la liste la plus complète possible des divers hameaux, quartiers et lieux-dits résidentiels urbains comme ruraux, ainsi que les écarts qui composent le territoire de la commune de Brangues présentés selon les références toponymiques fournies par le site géoportail de l'Institut géographique national.
| - Pierre Brune - Tours - les Combes - Ferme de Château Gaillard - le Grand Sablon - la Garenne - En Nièvre - le Pré du Flachet | - le Trémolay - le Gipet - les Charmes - le Moiroud - le Sauget (rive droite) - Chalaries (rive droite) - Île de la sauge - Île du Grand Brotteau | - Île Gabriel - les Rochettes - le Clos Doré - Brieux - le Martin - Le communal du Graveyron - Île des Chêvres - la Forêt du Gravier | - les Boides - Pré Riond - les Aymes - la Terre du Piardet - la Tuilère - la Pomatière - Messin - En l'Île |

### Risques naturels et technologiques

#### Risques sismiques
L'ensemble du territoire de la commune de Brangues est situé en zone de sismicité n°3, comme la plupart des communes de son secteur géographique.
| Type de zone | Niveau            | Définitions (bâtiment à risque normal) |
| ------------ | ----------------- | -------------------------------------- |
| Zone 3       | Sismicité modérée | accélération = 1,1 m/s2                |

#### Autres risques
La commune est soumise à un Plan de prévention des risques naturels prévisibles (PPRN) Inondations, approuvé le 26 février 1993 par la préfecture de l'Isère.

## Toponymie
Selon André Planck, auteur du livre L'origine du nom des communes du département de l'Isère, le nom de Brangues pourrait dériver de l'altération du mot gaulois Branos signifiant « corbeau » (Bran en breton et en gaélique).

## Histoire

### Antiquité et Moyen Âge
La région de Brangues se situe dans la partie occidentale du territoire antique des Allobroges, ensemble de tribus gauloises occupant l'ancienne Savoie, ainsi que la partie du Dauphiné, située au nord de la rivière Isère.

### Époque contemporaine

La place du village en 1918.

Un fait divers inspira à l'écrivain grenoblois Stendhal son roman Le Rouge et le Noir : en juillet 1827 un jeune séminariste tira deux coups de pistolet sur madame Michoud, la femme du maire, avant de retourner l’arme contre lui. Il rata sa cible et son suicide. Jugé en décembre 1827, il fut guillotiné le 23 février 1828. Le scandale fut tel que l'église de Brangues fut rasée et reconstruite, sur ordre de M. Michoud de la Tour.

## Politique et administration

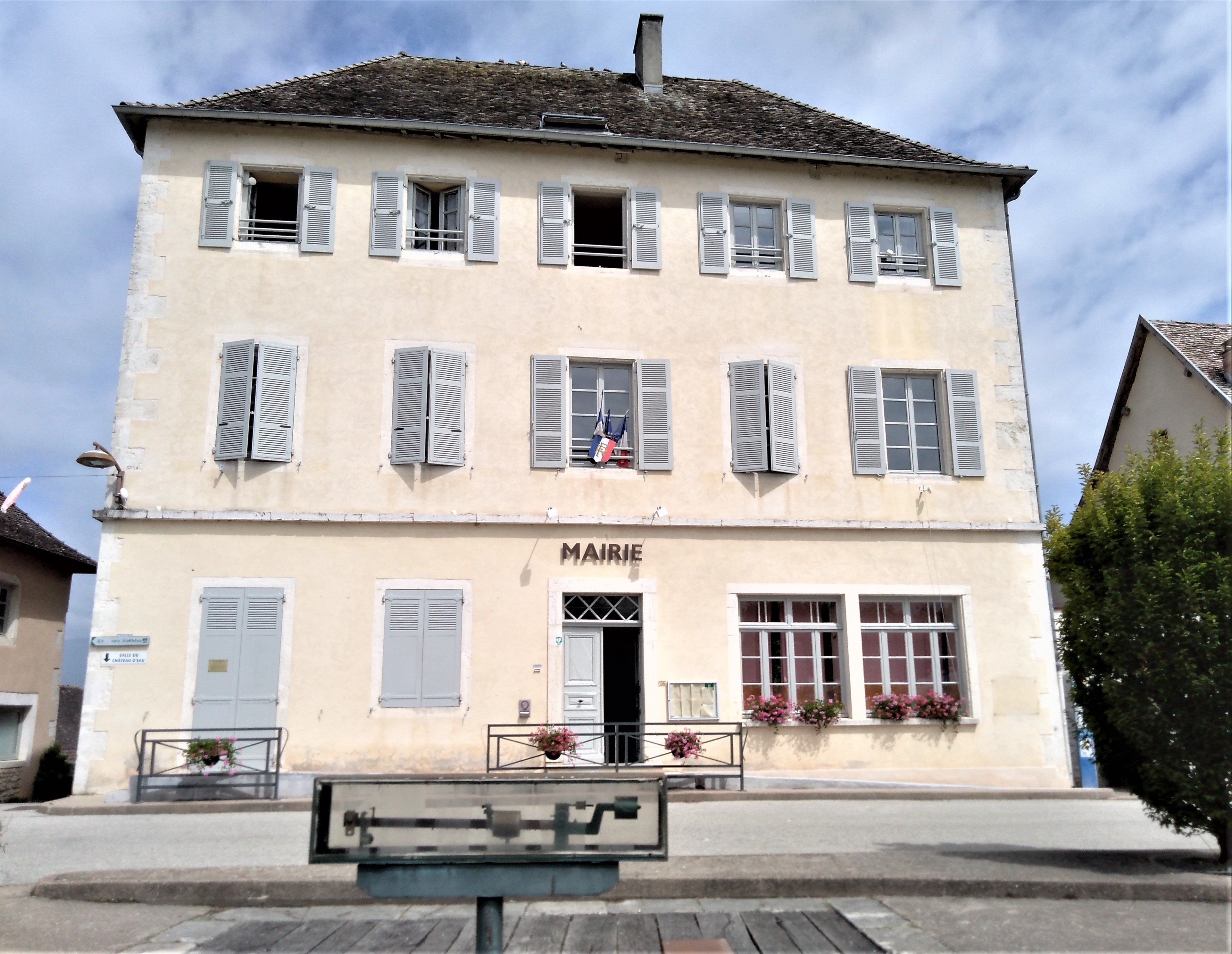
Mairie de Brangues.

### Liste des maires
| Période                                  | Période  | Identité        | Étiquette | Qualité           |
| ---------------------------------------- | -------- | --------------- | --------- | ----------------- |
| 1790                                     |          | Luc Michoud     |           | Négociant         |
| Les données manquantes sont à compléter. |          |                 |           |                   |
|                                          | 1971     | Juppet          |           |                   |
| 1971                                     | 1989     | Max Bataillon   |           |                   |
| 1989                                     | 2007     | Bernard Michoud |           |                   |
| 2007                                     | 2020     | Didier Louvet   | SE        | Chef d'entreprise |
| 2020                                     | En cours | Sylvain Granger |           |                   |

## Population et société

### Démographie
L'évolution du nombre d'habitants est connue à travers les recensements de la population effectués dans la commune depuis 1793. Pour les communes de moins de 10 000 habitants, une enquête de recensement portant sur toute la population est réalisée tous les cinq ans, les populations de référence des années intermédiaires étant quant à elles estimées par interpolation ou extrapolation. Pour la commune, le premier recensement exhaustif entrant dans le cadre du nouveau dispositif a été réalisé en 2007.

En 2022, la commune comptait 620 habitants, en évolution de −0,16 % par rapport à 2016 (Isère : +3,07 %, France hors Mayotte : +2,11 %).
| 1793 | 1800 | 1806 | 1821 | 1831 | 1836 | 1841 | 1846 | 1851 |
| ---- | ---- | ---- | ---- | ---- | ---- | ---- | ---- | ---- |
| 692  | 719  | 750  | 775  | 883  | 946  | 972  | 968  | 919  |

| 1856 | 1861 | 1866 | 1872 | 1876 | 1881 | 1886 | 1891 | 1896 |
| ---- | ---- | ---- | ---- | ---- | ---- | ---- | ---- | ---- |
| 886  | 884  | 887  | 843  | 849  | 758  | 734  | 676  | 658  |

| 1901 | 1906 | 1911 | 1921 | 1926 | 1931 | 1936 | 1946 | 1954 |
| ---- | ---- | ---- | ---- | ---- | ---- | ---- | ---- | ---- |
| 639  | 644  | 629  | 543  | 539  | 490  | 514  | 501  | 467  |

| 1962 | 1968 | 1975 | 1982 | 1990 | 1999 | 2006 | 2007 | 2012 |
| ---- | ---- | ---- | ---- | ---- | ---- | ---- | ---- | ---- |
| 395  | 363  | 348  | 369  | 388  | 469  | 554  | 566  | 600  |

| 2017 | 2022 | - | - | - | - | - | - | - |
| ---- | ---- | - | - | - | - | - | - | - |
| 626  | 620  | - | - | - | - | - | - | - |

### Enseignement
La commune qui compte une école primaire, située place Paul Claudel, est rattachée à l'académie de Grenoble (Zone A).

### Équipement sportif et culturel
La commune compte une installation sportive, un terrain de Boules.

### Manifestations culturelles
Chaque année au mois de juin, a lieu au château de la famille Claudel, des rencontres portant sur l'action et l'œuvre de l'écrivain.
- Rencontres de Brangues 2009 : du 26 au 28 juin avec Laurent Terzieff. Selon Armelle Héliot du journal :  Le Figaro « Rien ne peut donner idée de la haute beauté de l'esprit qui enveloppe chacun dans la maison de Paul Claudel, là où se déroulent jusqu'à dimanche soir 28 juin, les Rencontres ».
- Rencontres de Brangues 2010 : du 25 au 27 juin avec Jean-Louis Barrault (« Il faut que tout ait l'air provisoire, en marche, bâclé, incohérent, improvisé dans l'enthousiasme. Avec des réussites si possible de temps en temps, car même dans le désordre il faut éviter la monotonie. L'ordre est le plaisir de la raison : mais le désordre est le délice de l'imagination.» - Paul Claudel - Morceau choisi pour illustrer ces journées 2010)

### Médias
Historiquement, le quotidien à grand tirage Le Dauphiné libéré consacre, chaque jour, y compris le dimanche, dans son édition du Nord-Isère, un ou plusieurs articles à l'actualité à la communauté de communes, quelquefois à la commune, ainsi que des informations sur les éventuelles manifestations locales, les travaux routiers, et autres événements divers à caractère local.
La commune est située sur l'aire de diffusion de radio Ici Isère, une radio publique qui émet sur tout le territoire du département de l'Isère.

### Cultes
La communauté catholique et l'église de Brangues (propriété de la commune) sont desservies par la paroisse de Saint Pierre du Pays des Couleurs, elle-même rattachée au diocèse de Grenoble-Vienne.

## Culture locale et patrimoine

### Lieux et monuments

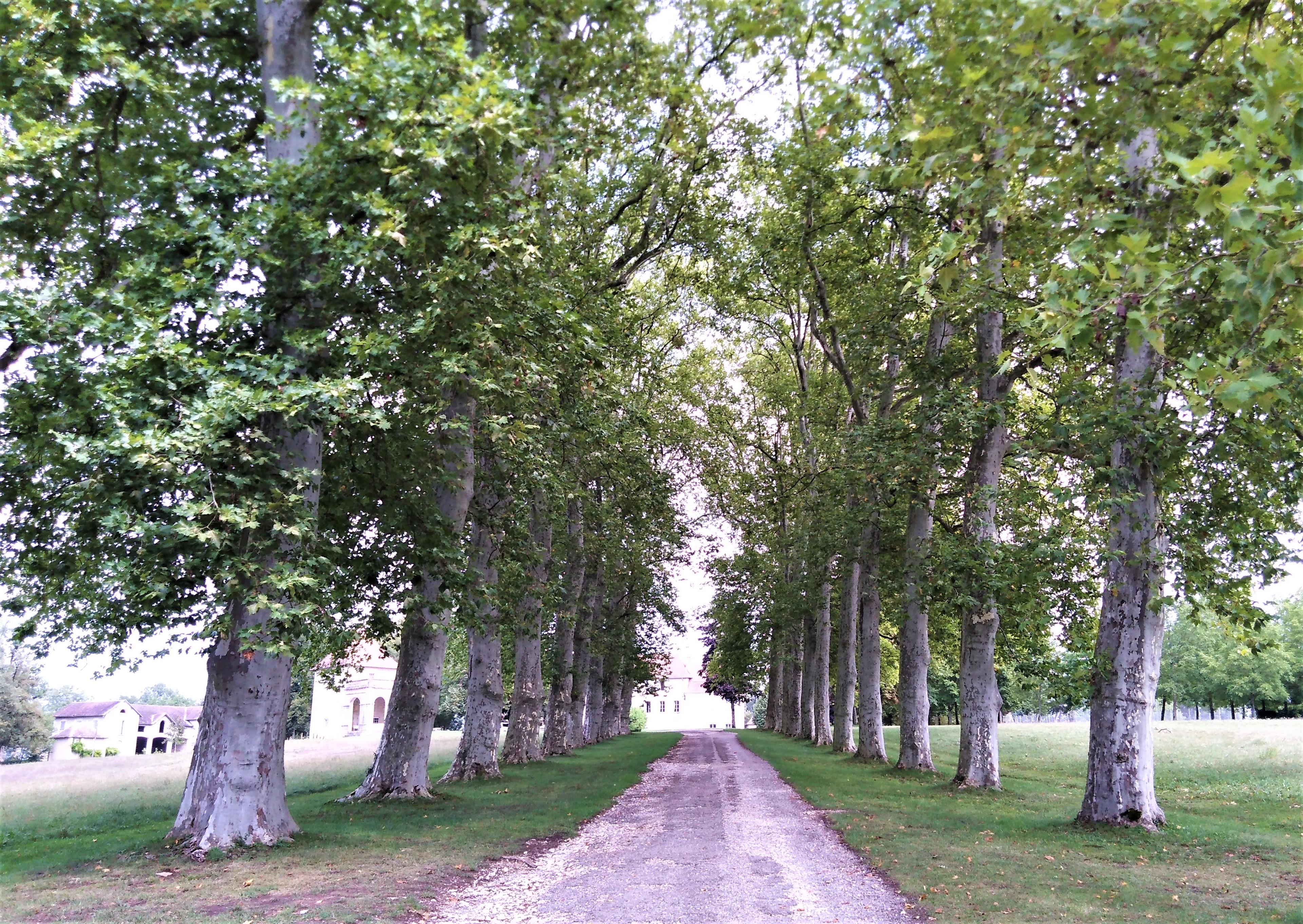
Allée du château de Brangues.

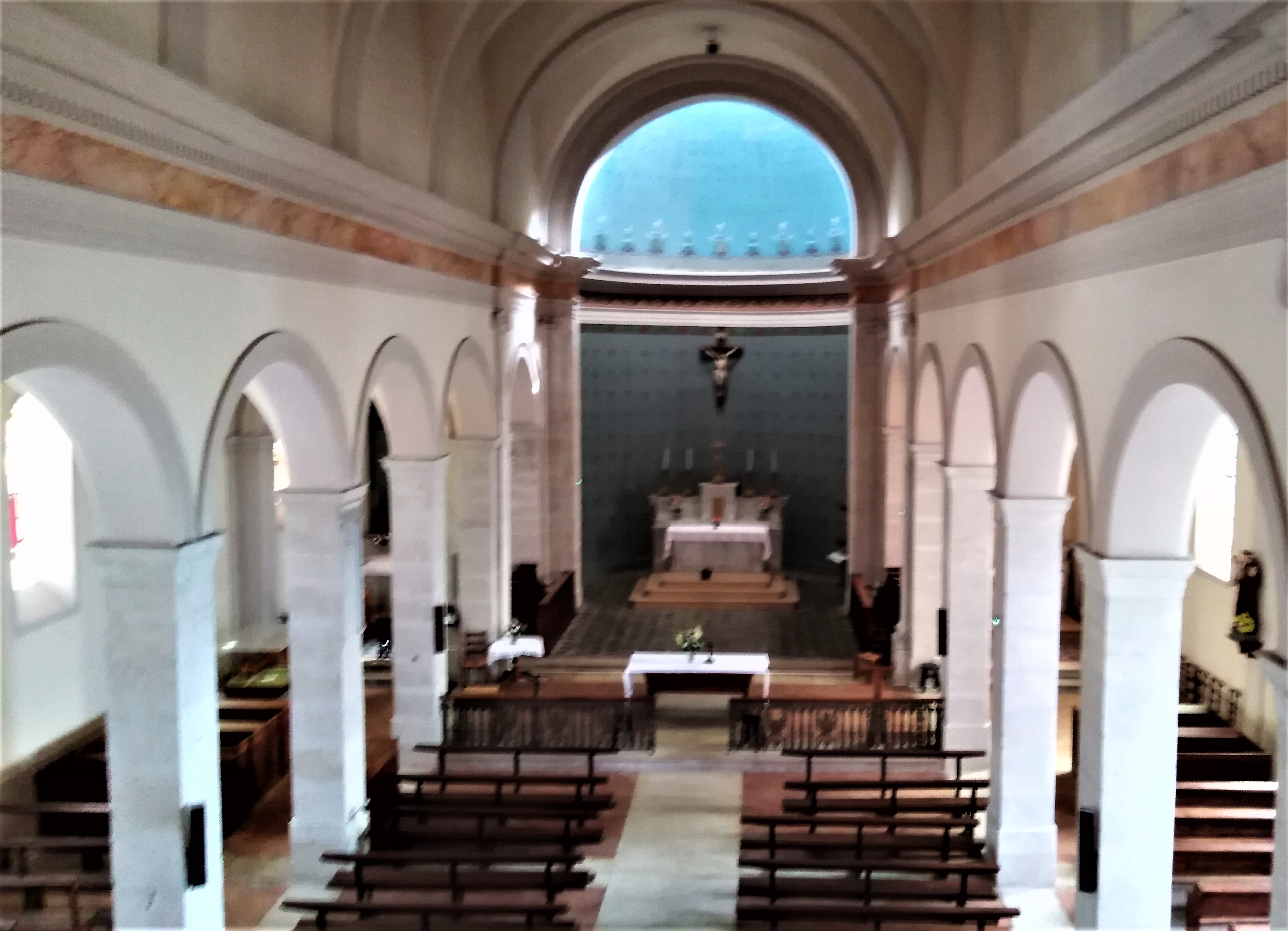
Intérieur de l'Église de Brangues.

#### Le château de Brangues
L'édifice qui a connu de nombreuses modifications date du (XIVe et XVIIIe siècles), acheté par Paul Claudel en 1927 ; sa tombe est dans le parc du château, avec cette épitaphe du poète : « Ici reposent les cendres et la semence de Paul Claudel ». Le château et son parc, ouverts au public, font l'objet d'une inscription au titre des monuments historiques par arrêté du 11 mars 1964.

#### L'Église Saint-Pierre-ès-Liensde Brangues
L'église paroissiale date de 1847. L'ancien édifice fut démoli puis remplacé par cette nouvelle église la suite du fait divers (l'affaire Berthet) qui inspira à Stendhal son roman Le Rouge et le Noir. Sur la façade figurent les statues de sainte Jeanne d’Arc et de Saint Pierre, offertes par Eugène Berthet, petit-neveu d’Antoine Berthet en expiation du sacrilège lié à cette affaire. L’une des cloches provient de l’ancienne église et l’autre fut installée après de grandes inondations du Rhône, en 1860.

### Patrimoine naturel
- Le méandre du Saugey, un ancien méandre du Rhône reconnu espace naturel sensible[28].

La commune compte plusieurs ZNIEFF de type I :
- milieux alluviaux du Rhône du Pont de Groslée à Murs et Gélignieux ;
- mare de la Tuilière ;
- rivière de la Save et zones humides associées ;
- prairie humide de la Talonnière.

### Patrimoine culturel
- L'Espace d’exposition : ouvert en 1998 et initialement pleinement dédié aux deux auteurs liés à la commune, Stendhal et Paul Claudel, l'espace d'exposition ouvre ses portes à la belle saison. C'est l'occasion de découvrir les artistes plasticiens contemporains, sans oublier l'espace dédié au patrimoine littéraire de la commune[29].

### Personnalités liées à la commune

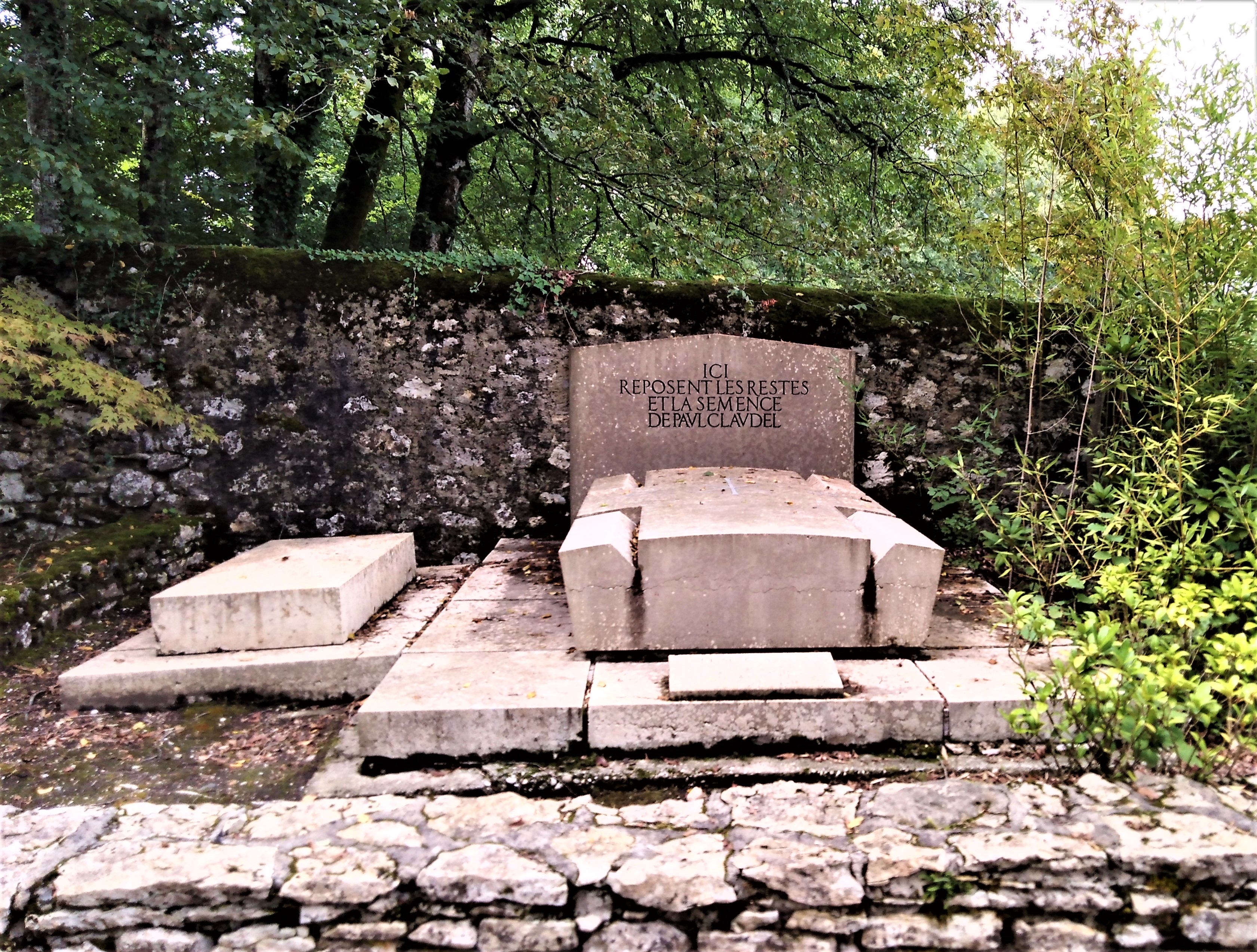
Tombe de Paul Claudel à Brangues.

- Luc Michoud (1752-1825) homme politique, député (1791) et maire de Brangues.
- Jean-Claude-Luc Michoud (1781-1828), magistrat et homme politique né et décédé à Brangues, député de l'Isère.
- Paul Claudel : La tombe de l'écrivain est située dans le domaine du château de Brangues. Les rencontres de Brangues ont été créées en 1972 par Renée Nantet, fille de Paul Claudel, Jean-Louis Barrault et Jacqueline Veinstein. Elles se déroulent maintenant chaque année après quelques saisons d'interruption.
- Alexandre Émeric de Durfort-Civrac (1770-1835), militaire et homme politique français des XVIIIe et XIXe siècles.
- Stendhal , originaire de Grenoble, visitait sa sœur à Morestel. Son roman Le Rouge et le Noir est inspiré d'un fait divers qui se déroula à Brangues. Le personnage de Julien Sorel transpose dans un milieu plus bourgeois le profil d'Antoine-Marie Berthet, né le 4/3/1801 à Brangues, renvoyé du séminaire, exécuté en 1828 place Grenette sous les fenêtres de la famille Beyle.

### Brangues dans les arts

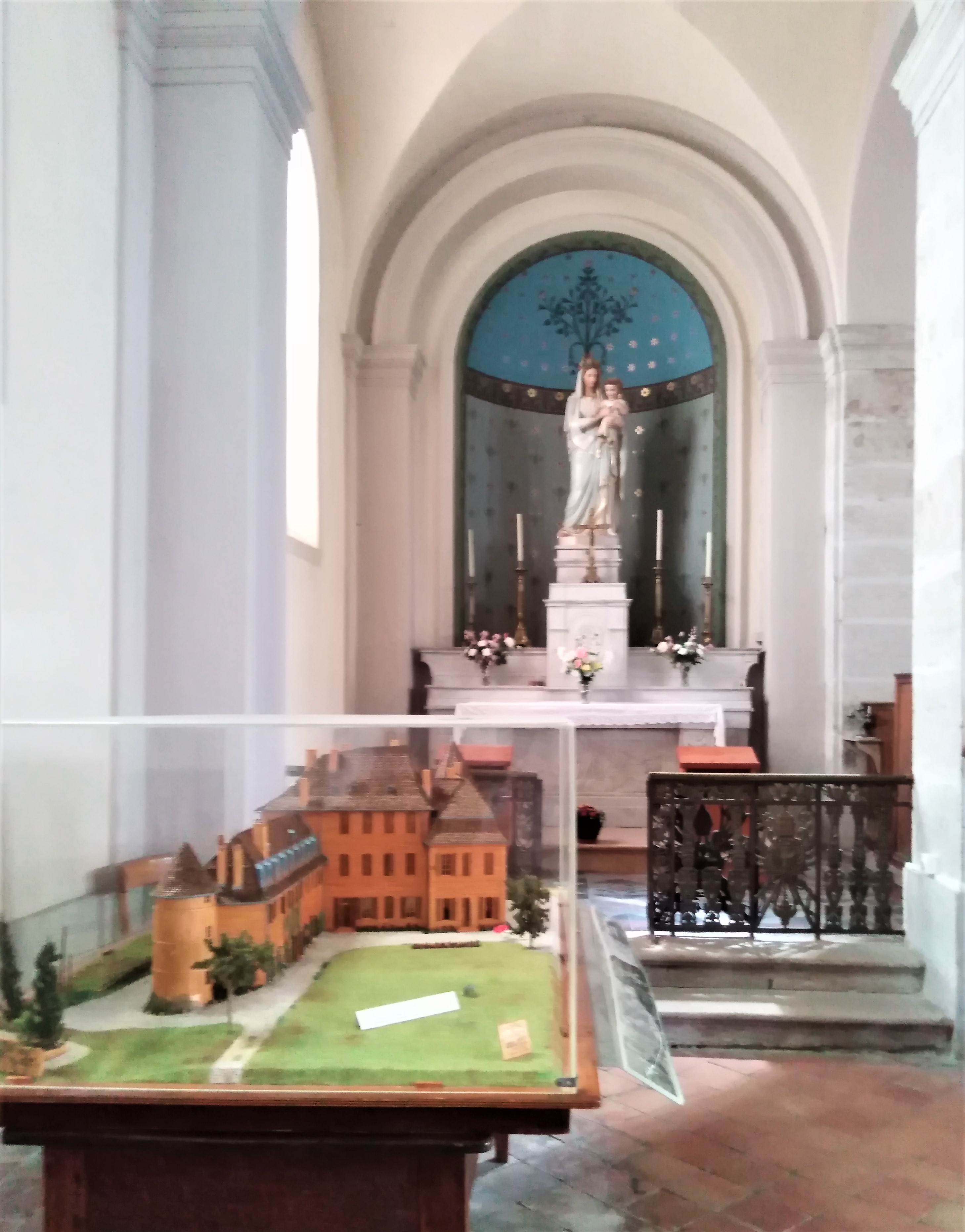
Intérieur de l'église de Brangues et maquette du château.

Le visiteur de l'église peut découvrir dans une chapelle adjacente de l'édifice, face à la statue de la Sainte Vierge à l'Enfant, une maquette du château de Brangues.

### Filmographie
- Claudel à Brangues, 1960, sur www.ina.fr

### Héraldique
|  | Brangues possède des armoiries dont l'origine et le blasonnement exact ne sont pas disponibles. |